# Trigonodes acutata
Trigonodes acutata är en fjärilsart som beskrevs av Achille Guenée 1852. Trigonodes acutata ingår i släktet Trigonodes och familjen nattflyn. Inga underarter finns listade i Catalogue of Life.